# Nepolisy
Nepolisy är en ort i Tjeckien. Den ligger i den centrala delen av landet, 70 km öster om huvudstaden Prag. Nepolisy ligger 238 meter över havet och antalet invånare är 860.
Terrängen runt Nepolisy är platt. Runt Nepolisy är det ganska tätbefolkat, med 52 invånare per kvadratkilometer. Närmaste större samhälle är Chlumec nad Cidlinou, 4,2 km söder om Nepolisy. Trakten runt Nepolisy består till största delen av jordbruksmark.